# Amanda the Adventurer
Amanda the Adventurer (укр. Аманда-мандрівниця) — інді-хоррор гра, розроблена студією MANGLEDmaw Games та видана компанією DreadXP. Гравець керує персонажем на ім'я Райлі Парк, який успадковує будинок своєї тітки Кейт після її смерті. Райлі знаходить і переглядає VHS-касети з епізодами дитячого мультфільму початку 2000-х під назвою «Amanda the Adventurer».

## Сюжет
Райлі Парк отримує невиразного листа на прощання від своєї тітки Кейт, у якому вона пояснює, що в неї майже не залишилося часу, і залишає Райлі у спадок свій будинок у Кенсдейлі, штат Огайо. Вона залишає відеокасету, попереджаючи Райлі, що після її перегляду шляху назад не буде. Райлі переїжджає до будинку й знаходить касету на горищі біля телевізора. Вона містить епізод шоу Аманда-мандрівниця, під назвою «На кухні», де Аманда та Вуллі печуть пиріг. Райлі може відповідати на запитання Аманди й вибирати предмети в шоу, щоб давати відповіді. Якщо відповідати неправильно, Аманда змушує дати правильну відповідь або змушує інші предмети зникати.
Використовуючи підказки з епізодів, Райлі розгадує головоломки з різними предметами на горищі й знаходить інші касети. В касеті «У твоєму районі» Аманда купує листівку та печиво, щоб надіслати їх подрузі, якою виявляється тітка Райлі. В епізоді «Ой, нещасний випадок!» Аманда ламає Вуллі коліно після того, як він намагається попередити Райлі, і його відвозять до лікарні. В «Усе гниє!» Аманда знаходить гнилий бутерброд, пеньок і лисицю, а потім зізнається, що іноді відчуває, ніби сама гниє. Вона запитує Райлі, чи вважає він, що «все гниє», але незалежно від відповіді Аманда виражає смуток. Екран телевізора переходить у статичний шум, після чого в горище вривається висока сіра істота й убиває Райлі.
У іншій гілці подій Райлі змушує духовку вибухнути в епізоді «На кухні», що веде до відкриття альтернативної версії «У твоєму районі», де Вуллі допомагає розгубленій Аманді, пропонуючи їй купити листівку на його день народження. Потім Райлі дивиться «Що таке сім'я?», де Аманда й Вуллі відвідують контактний зоопарк. Вуллі починає поводитися як справжня вівця, а Аманда знаходить сумне, самотнє кошеня. Якщо Райлі відмовляється допомогти кошеняті, Аманда починає ридати й перетворюватися на сіру істоту, що вривається й убиває Райлі.
У справжній (істинній) сюжетній лінії Райлі використовує інші підказки, щоб знайти секретні касети, які розповідають історію творця шоу Сема Колтона, його прийомної доньки Ребекки та компанії, яка купила шоу — Hameln Entertainment. Райлі використовує іграшку на ім'я Блаббот, щоб знайти альтернативний «Ой, нещасний випадок!», де Аманда каже, що в Вуллі зламана голова. Щоб зробити йому операцію на мозку, Аманда використовує пилу; імовірну смерть Вуллі приховує статичний шум.
У фінальній касеті, «Ми можемо поділитися», Аманда запитує, чи може вона поділитися секретом із Райлі. Якщо погодитися, Аманда розкриває, що вона «десь там…». Зображення та звуки телевізора спотворюються, і Райлі доводиться розбити його цеглиною. Після цього Райлі бачить, що в горище увійшла маскована постать.

## Секрети
Якщо в епізоді «На кухні» коли Аманда каже який твій улюблений вид пирога вписати Ім'я компаньйона Аманди — Вулі, або баранина то сам Вулі буде в шоці а сама Аманда скаже що це смачний вид. В касеті «О ні! Нещасні випадки» коли Аманда запитує, хто може допомогти Вулі, якщо вписати ніхто то Аманда скаже «Я думаю що ти правий». В епізоді «Що таке сім'я?» якщо вписати Сем коли Аманда запитує як називається тато курка то вона скаже «Зачекай, що ти сказав? Звідки ти зна-».